# Installation de transit, regroupement ou tri de déchets

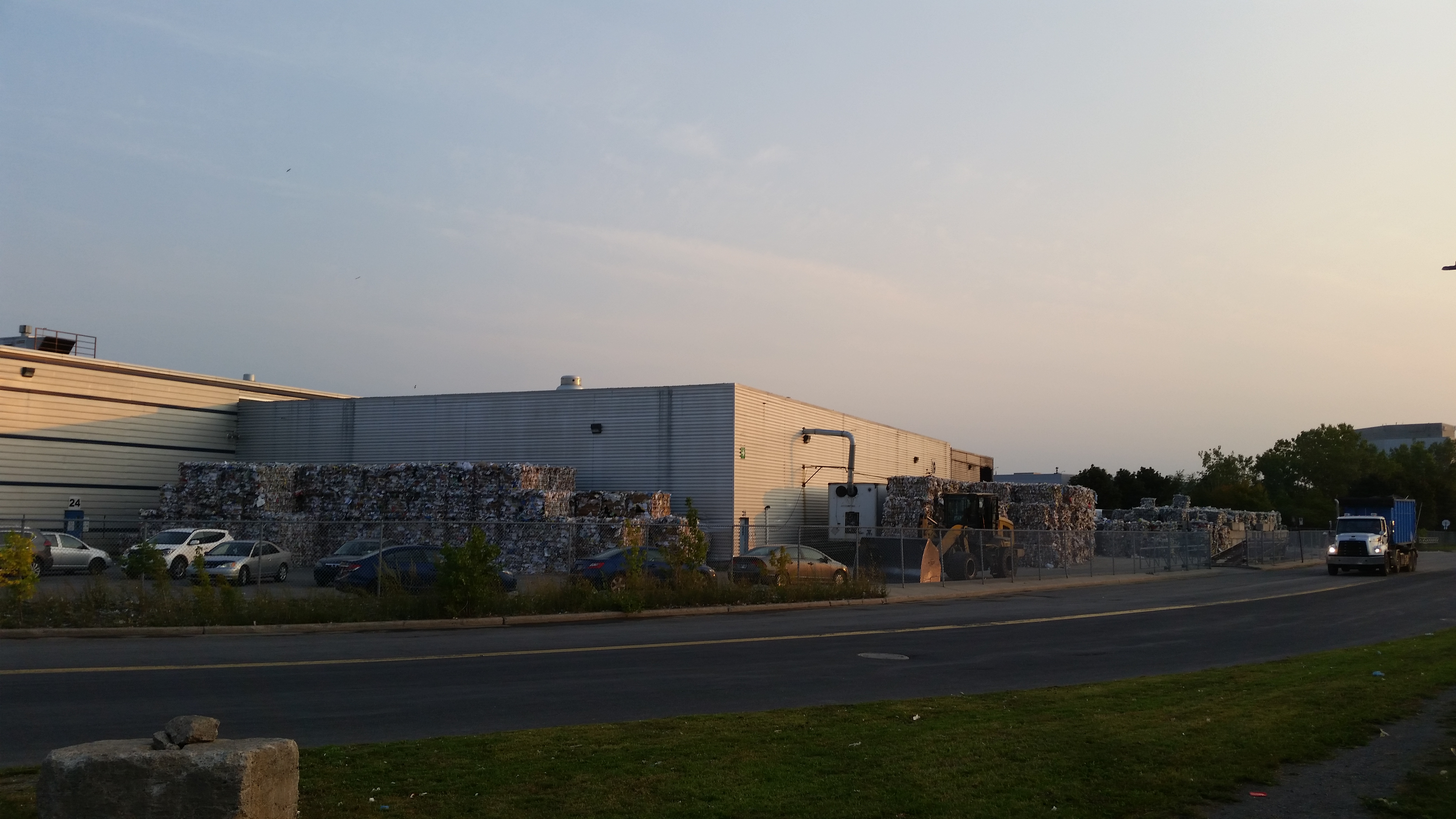
Un centre de tri de déchets.

En France, une installation de transit, regroupement ou tri de déchets est une installation classée pour la protection de l'environnement (ICPE) qui fait transiter, regroupe ou trie une catégorie particulière de déchets, sans lui effectuer d'opération de traitement de déchets. Les déchets reçus sont ensuite réexpédiés en vue de leur valorisation ou de leur élimination.
Un site industriel qui réalise ce type d'activités pour différentes catégories de déchets (DEEE, ferrailles, verre, etc.) sera classé sous différentes rubriques de la nomenclature des installations classées. Selon le type de déchets transitant sur ce site, l'exploitant devra respecter des prescriptions techniques particulières en vue de limiter ses impacts environnementaux (prévention des pollutions et du risque incendie, rejets, poussières, bruit, vibrations, etc.).

## Définitions
La note du 25 avril 2017 définit les termes suivants :
- Installation de transit : « installation recevant des déchets et les réexpédiant, sans réaliser d’autres opérations qu’une rupture de charge et un entreposage temporaire dans l’attente de leur reprise et de leur évacuation en vue d'une valorisation ou d'une élimination ».
- Installation de regroupement : « installation recevant des déchets et les réexpédiant, après avoir procédé à leur déconditionnement et reconditionnement, voire leur sur-conditionnement, pour constituer   des   lots   de   taille   plus   importante.   Les   opérations de déconditionnement/reconditionnement ne doivent pas conduire au mélange de déchets de nature et catégorie différentes ». Par exemple, la mise en balle de déchets non dangereux (filmage, compactage, etc.) est une opération de regroupement.
- Installation de tri : « installation recevant des déchets et les réexpédiant, après avoir procédé à la séparation des différentes fractions élémentaires les composant, sans modifier la composition physique ou chimique  de ces fractions élémentaires et sans toucher à leur intégrité physique ».  Par exemple, la séparation manuelle des éléments plastiques et métalliques pour les déchets d’équipements électriques et électroniques, les opérations de centrifugation ou de décantation qui n’utilisent pas de substances ou préparations chimiques, sont des opérations de tri.

## Déchets d’équipements électriques et électroniques
Une  installation de transit, regroupement, tri ou préparation en vue de réutilisation de déchets d’équipements électriques et électroniques (à l'exclusion des installations visées par la rubrique no 2719) est concernée par la rubrique no 2711 de la nomenclature des installations classées :
- Les installations ayant un volume susceptible d'être entreposé supérieur ou égal à 1 000 mètres cubes sont soumises à enregistrement. Les exploitants de ces installations doivent respecter les prescriptions techniques d'un arrêté ministériel daté du 6 juin 2018[3].
- Les installations ayant un volume susceptible d'être entreposé compris entre 100 et 1 000 mètres cubes doivent être déclarées. Les exploitants de ces installations doivent respecter les prescriptions techniques d'un arrêté ministériel daté 12 décembre 2007[4]. Le respect de ces prescriptions doit être contrôlé de manière périodique par des organismes agréés[5].

## Métaux ou déchets de métaux non dangereux
Une  installation de transit, regroupement, tri ou préparation en vue de réutilisation de métaux ou déchets de métaux non dangereux (à l'exclusion des installations visées aux rubriques no 2710, 2711, 2712 et 2719) est concernée par la rubrique no 2713 de la nomenclature des installations classées :
- Les installations ayant une superficie supérieure ou égale à 1 000 m2 sont soumises à enregistrement. Les exploitants de ces installations doivent respecter les prescriptions techniques d'un arrêté ministériel daté du 6 juin 2018[3].
- Les installations ayant une superficie comprise entre 100 et 1 000 m2 doivent être déclarées. Les exploitants de ces installations doivent respecter les prescriptions techniques d'un arrêté ministériel daté du 13 octobre 2010[7].

Les métaux ferreux sont traités grâce à des aimants et les autres métaux, les métaux dits « non ferreux », par séparateur à courants de Foucault.

## Déchets non dangereux de papiers/cartons, plastiques, caoutchouc, textiles, bois
Une  installation de transit, regroupement, tri ou préparation en vue de réutilisation de déchets non dangereux de papiers/cartons, plastiques, caoutchouc, textiles, bois (à l'exclusion des installations visées aux rubriques no 2710, 2711 et 2719) est concernée par la rubrique no 2714 de la nomenclature des installations classées :
- Les installations ayant un volume susceptible d'être entreposé supérieure ou égal à 1 000 mètres cubes sont soumises à enregistrement. Les exploitants de ces installations doivent respecter les prescriptions techniques d'un arrêté ministériel daté du 6 juin 2018[3].
- Les installations ayant un volume susceptible d'être entreposé compris entre 100 et 1 000 mètres cubes doivent être déclarées. Les exploitants de ces installations doivent respecter les prescriptions techniques d'un arrêté ministériel daté du 14 octobre 2010[9].

## Déchets non dangereux de verre
Une  installation de transit, regroupement ou tri de déchets non dangereux de verre (à l'exclusion des installations visées à la rubrique no 2710) est concernée par la rubrique no 2715 de la nomenclature des installations classées.
Les installations ayant un volume susceptible d'être entreposé supérieur ou égal à 250 mètres cubes doivent être déclarées. Les exploitants de ces installations doivent respecter les prescriptions techniques de l'arrêté ministériel du 15 octobre 2010 relatif aux prescriptions générales applicables aux installations classées pour la protection de l'environnement soumises à déclaration sous la rubrique no 2715.

## Déchets non dangereux non inertes
Une  installation de transit, regroupement, tri ou préparation en vue de réutilisation de déchets non dangereux non inertes (à l'exclusion des installations visées aux rubriques no 2710, 2711, 2712, 2713, 2714, 2715 et 2719) est concernée par la rubrique no 2716 de la nomenclature des installations classées :
- Les installations ayant un volume susceptible d'être entreposé supérieur ou égal à 1 000 mètres cubes sont soumises à enregistrement. Les exploitants de ces installations doivent respecter les prescriptions techniques d'un arrêté ministériel daté du 6 juin 2018[3].
- Les installations ayant un volume susceptible d'être entreposé compris entre 100 et 1 000 mètres cubes doivent être déclarées. Les exploitants de ces installations doivent respecter les prescriptions techniques d'un arrêté ministériel daté du 16 octobre 2010[13]. Le respect de ces prescriptions doit être contrôlé de manière périodique par des organismes agréés[5].

## Produits minéraux ou déchets inertes
Une  installation de transit, regroupement ou tri de produits minéraux ou de déchets inertes (à l'exclusion des installations visées par d'autres rubriques) est concernée par la rubrique no 2517 de la nomenclature des installations classées :
- Les installations ayant une superficie de l'aire de transit supérieure à 10 000 mètres carrés sont soumises à enregistrement. Les exploitants de ces installations doivent respecter les prescriptions techniques d'un arrêté ministériel daté du 10 décembre 2013[15].
- Les installations ayant une superficie de l'aire de transit supérieure à 5 000 mètres carrés et inférieure ou égale à 10 000 mètres carrés doivent être déclarées. Les exploitants de ces installations doivent respecter les prescriptions techniques d'un arrêté ministériel daté du 30 juin 1997[16].

## Produits minéraux pulvérulents non ensachés ou déchets inertes pulvérulents
Une  installation de transit de produits minéraux pulvérulents non ensachés tels que ciments, plâtres, chaux, sables fillérisés ou de déchets inertes pulvérulents est concernée par la rubrique no 2516 de la nomenclature des installations classées :
- Les installations ayant une capacité de transit supérieure à 25 000 mètres cubes sont soumises à enregistrement. Les exploitants de ces installations doivent respecter les prescriptions techniques d'un arrêté ministériel daté du 10 décembre 2013[18].
- Les installations ayant une capacité de transit supérieure à 5 000 mètres cubes et inférieure ou égale à 25 000 mètres cubes doivent être déclarées. Les exploitants de ces installations doivent respecter les prescriptions techniques d'un arrêté ministériel daté du 30 juin 1997[19].

## Déchets dangereux
Une  installation de transit, regroupement ou tri de déchets dangereux (à l'exclusion des installations visées aux rubriques no 2710, 2711, 2712, 2719 et 2793) est concernée par la rubrique no 2718 de la nomenclature des installations classées :
- Les installations ayant une quantité de déchets dangereux susceptible d'être présente supérieure ou égale à 1 tonne ou une quantité de substances dangereuses ou de mélanges dangereux, mentionnés à l'article R.511-10 du code de l'environnement, susceptible d'être présente dans l'installation supérieure ou égale aux seuils A des rubriques d'emploi ou de stockage de ces substances ou mélanges sont soumises à autorisation préfectorale.
- Les autres installations de transit, regroupement ou tri de déchets dangereux doivent être déclarées. Les exploitants de ces installations doivent respecter les prescriptions techniques d'un arrêté ministériel daté du 6 juin 2018[21]. Le respect de ces prescriptions doit être contrôlé de manière périodique par des organismes agréés[5].

## Déchets issus de pollution accidentelles ou de catastrophes naturelles
Les installations temporaires de transit de déchets issus de pollutions accidentelles marines ou fluviales ou de déchets issus de catastrophes naturelles ayant un volume de déchets susceptible d'être présent supérieur à 100 mètres cubes sont concernées par la rubrique no 2719 de la nomenclature des installations classées et doivent être déclarées. Les exploitants de ces installations doivent respecter les prescriptions techniques de l'arrêté ministériel du 30 juillet 2012 relatif aux prescriptions générales applicables aux installations classées soumises à déclaration sous la rubrique no 2719.

## Déchets contenant des PCB/PCT
Une  installation de transit, regroupement ou tri de déchets contenant des PCB/PCT à une concentration supérieure à 50 ppm est concernée par la rubrique no 2792-1 de la nomenclature des installations classées :
- Les installations ayant une quantité de fluide contenant des PCB/PCT susceptible d'être présente supérieure ou égale à 2 tonnes sont soumises à autorisation préfectorale.
- Les installations ayant une quantité de fluide contenant des PCB/PCT susceptible d'être présente inférieure à 2 tonnes doivent être déclarées. Le respect de ces prescriptions doit être contrôlé de manière périodique par des organismes agréés[5].

## Déchets de produits explosifs
Une  installation de transit, regroupement ou tri de déchets de produits explosifs est concernée par la rubrique no 2793-2 de la nomenclature des installations classées :
- Les installations ayant une quantité équivalente totale de matière active susceptible d'être présente supérieure ou égale à 100 kg sont soumises à autorisation préfectorale.
- Les installations ayant une quantité équivalente totale de matière active susceptible d'être présente inférieure à 100 kg doivent être déclarées. Les exploitants de ces installations doivent respecter les prescriptions techniques de l'arrêté ministériel du 16 décembre 2014 relatif aux prescriptions générales applicables aux installations classées pour la protection de l'environnement soumises à déclaration sous la rubrique no 2793-2[26]. Le respect de ces prescriptions doit être contrôlé de manière périodique par des organismes agréés[5].

## Inspection des installations classées
L'instruction des demandes d'autorisation et d'enregistrement ainsi que le contrôle du respect des prescriptions techniques par les exploitants sont réalisés par l'inspection des installations classées. Pour certaines installations à déclaration, le contrôle du respect des prescriptions est principalement réalisé de manière périodique par des organismes agréés, même si l'inspection des installations classées peut également intervenir sur ces sites en cas de besoin.
Dans le cas où une installation classée est soumise à autorisation préfectorale, cette autorisation est délivrée sous la forme d'un arrêté préfectoral qui impose à l'exploitant le respect d'un certain nombre de prescriptions techniques en vue de protéger l'environnement. L'enregistrement d'une installation classée prend également la forme d'un arrêté préfectoral mais il se borne généralement à imposer les prescriptions ministérielles, sauf en cas de demande de dérogation de la part de l’exploitant ou d'impacts particuliers de l'installation qui nécessitent de renforcer les prescriptions.